# Сосна крымская
Сосна крымская, или Сосна Палласа (лат. Pinus nigra subsp. pallasiana) — вечнозелёное дерево, подвид вида Сосна чёрная (Pinus nigra) рода Сосна (Pinus) семейства Сосновые (Pinaceae).

## Распространение и экология
Ареал растения включает Крым, главным образом южный склон Яйлы, и Кавказ, где известна по склонам гор к югу от Геленджика. В древности крымская сосна покрывала чуть ли не все склоны и отроги гор Крыма до морского берега.
Живёт 500—600 лет.
Предпочитает известковые почвы, но также растёт на щебневых и песчаных почвах.
Светолюбива и хорошо растёт на открытых солнечных местах, при затенении угнетается и поражается вредителями.

## Ботаническое описание
Дерево высотой 20—30 (до 45) м. Крона широкая, пирамидальная, у более старых деревьев плоская, зонтикообразная. Ветви горизонтальные, с загнутыми вверх побегами.
Кора чёрная или тёмно-бурая, трещиноватая, глубоко-бороздчатая, в верхней части ствола красноватая. Молодые побеги жёлто-бурые, блестящие.
Почки крупные с прямыми, не отогнутыми чешуями. Хвоя тёмно-зелёная, очень плотная и колючая, несколько изогнутая, длиной 8—12 см, шириной 1,6—2,1 мм.
Шишки сидячие, горизонтальные, одиночные или по нескольку, коричневые, блестящие, яйцевидно-конические, длиной 5—10 см, диаметром 4,5—6 см; щитки молодые сине-фиолетовые, зрелые буро-жёлтые, спереди широко закруглённые, выпуклые. Семена длиной 5—7 мм, тёмно-серые или почти чёрные с чёрными пятнышками; крыло длиной 2,5 см, шириной 5—6 мм. В 1 кг 42 000 семян.

## Значение и применение
Даёт корабельный и строительный лес, а также канифоль. В живице 17—21 % скипидара; его получение не имеет промышленного значения вследствие небольших площадей, занятых в Крыму лесами этой сосны, которые к тому же находятся под охраной. Имеет самую высокую смолопродуктивность среди других пород сосны, произрастающих на постсоветской территории, при условии целенаправленного разведения (из семян, а также прививкой); в южных районах России, по опыту сотрудника ЦНИИЛХ А. В. Гордеева в 1940-е — 1960-е гг., может обеспечить добычу живицы с минимальными трудовыми затратами, в перспективе позволит без дополнительных технологических и лесоводственных мероприятий добывать ежегодно от 400 кг до 2 тонн живицы с гектара в зависимости от возраста насаждений.
Впервые введена в культуру в Англии в 1790 году семенами, полученными из Крыма от академика Петера Палласа; встречается в культуре реже, чем типовой подвид этого вида сосны. В СССР введена в культуру Никитским садом при его основании (1812 год), встречается в парках Крыма, но главным образом как дикорастущее дерево, оставшееся от прежних лесов. Интересна как декоративное дерево для парков, а также для защитных полос и лесных насаждений.

## Охранный статус
Занесена в Красную Книгу РФ. Приказом № 513 от 5 декабря 2011 года Федерального Агентства лесного хозяйства  утвержден Перечень видов (пород) деревьев и кустарников, заготовка древесины которых не допускается, в который внесена Сосна Палласа.
В 2019 г. исключена из Красной Книги РФ на территории Крыма по инициативе российских властей Крыма с официальной мотивацией — обеспечение противопожарной безопасности, неофициальной — облегчения вырубки участков под застройку.